# Бадья (приток Гудырвожа)
Бадья — река в России, протекает по Республике Коми. Устье реки находится в 86 км по правому берегу реки Гудырвож. Длина реки составляет 38 км.

## Притоки
- 1 км: река без названия (пр)
- 22 км: Бадьявож (пр)
- 32 км: река без названия (лв)

## Этимология гидронима
Бадья означает «ивовая». От баддя  «с ивами», «ивовый».

## Данные водного реестра
По данным государственного водного реестра России относится к Двинско-Печорскому бассейновому округу, водохозяйственный участок реки — Печора от водомерного поста у посёлка Шердино до впадения реки Уса, речной подбассейн реки — бассейны притоков Печоры до впадения Усы. Речной бассейн реки — Печора.
Код объекта в государственном водном реестре — 03050100212103000061579.